# 吉妮佛·古德溫
珍妮佛·蜜雪兒·古德溫（英語：Jennifer Michelle Goodwin，1978年5月22日—），藝名為吉妮佛·古德溫（Ginnifer Goodwin），為美國電視電影女演員。她知名的作品有《三棲大丈夫》中的馬爾杰內·赫弗南，以及《蒙娜麗莎的微笑》、《結婚友沒友》、《他其實沒那麼喜歡妳》、《童話鎮》。

## 早期生活
吉妮佛出生於曼非斯。她的母親琳達，是個教育學家，家教嚴格，之後曾於聯邦快遞及蘋果公司上班。吉妮佛的父親，提姆‧古德溫，曾經經營自己的錄音工作室。吉妮佛將自己的名字「Jennifer」改成「Ginnifer」一方面可以有所區別，另一方面可以聽起來不這麼南方。她妹妹梅麗莎·古德溫是一位動畫製作師，曾經製作過艾美獎得獎動畫《機器雞》，並請吉妮佛擔任配音。
吉妮佛的母親是猶太人。父親有威爾士血統。吉妮佛則是接受猶太教的信仰成長。在吉妮佛小的時候，她參加過北美猶太教青年組織，並參加許多猶太社區的活動；並參加過猶太教的受禮儀式酒吧和蝙蝠成人禮。吉妮佛曾就讀於曼非斯的St. Mary's Episcopal學校。在1996年，吉妮佛於當地知名的高中洛桑高中畢業，並進入漢諾威學院主修戲劇，一年後她改到波士頓大學修習藝術相關科系。在波士頓大學就讀期間，吉妮佛曾參與許多學生短片的演出，並參加大學與地方的舞台劇表演。吉妮佛畢業時獲得相當高的評價。波士頓大學畢業後，吉妮佛前往英國進入莎士比亞藝術學院與皇家莎士比亞劇團一起學習，過了一年後吉妮佛獲得莎士比亞藝術學院的認證。

## 職業生涯
吉妮佛首次演出的作品為美國NBC電視台製作的影集法律與秩序以及Ed，之後參與電視電影Porn 'n Chicken的演出。之後在電影蒙娜麗莎的微笑，征服偶像，為你鍾情，美國鳥類當中現身。也曾經在黑色喜劇電影「Love Comes to the Executioner」當中飾演Dori Dumchovic。之後參與HBO自製影集三棲大丈夫當中飾演馬爾傑內·赫弗南，該劇集當中的第三位妻子。吉妮佛也曾為卡通頻道的卡通機器雞配音，該部卡通是她妹妹梅莉莎參與製作。
2008年，知名品牌Max Mara給予吉妮佛「未來臉龐」獎勵，該獎勵鼓勵新女性演員。同時，吉妮佛也獲得知名品牌Gap於2008年秋季廣告大會上的名人特色獎勵。
吉妮佛於2009年2月上映的他其實沒那麼喜歡妳當中飾演Gigi一角。該角色讓她獲得青少年選擇獎的最佳突破女演員提名。2009年4月，她參與蕾蒙娜和姐姐的演出(飾演 Bea 阿姨).
2011年，吉妮佛飾演ABC電視台科幻影集，童話小鎮中的中的瑪莉·瑪格麗特·布蘭察德，也就是白雪公主。

## 私人生活
經過兩年的交往，吉妮佛在2010年12月宣布與演員喬伊·克恩訂婚。在2011年5月宣布解除婚約。吉妮佛在2011年秋天的時候，與童話小鎮合作的演員約什·達拉斯開始交往。並於2013年10月9日宣布訂婚，到了2013年11月20日，宣布懷孕。
吉妮佛與童話小鎮的另一位演員詹妮弗·莫里森是好朋友。
吉妮佛曾經是素食主義者，然而在一次專訪中，她向吉米·金梅爾說明由於無法公開的健康因素，她放棄吃素。吉妮佛表示：「我一直在學習，成長，改變，然而因為一些無聊的健康問題，我必須在我的飲食中開始吃動物」(I'm always learning and growing and changing and there were some boring health issues, and so I did actually have to work some animal products back into my diet)吉妮佛曾表示雖然她從沒有「戲劇性的體重問題」(dramatic weight problem)，不過她還是參加減重公司，避免她暴飲暴食。她自認是相當健康的人，並且透過芭蕾舞以及健身維持身材。
在2013年，吉妮佛曾發表聲明，離開家鄉的這段時間，她曾「脫離猶太教長達好一段時間」(up and left Judaism for a very long time)，並表示「曾經有十年，什麼都沒做，沒有參與儀式，沒有餐與傳統，沒有參加社群」 (for 10 years, there was nothing. No ritual. No tradition. No community)，她將在近期重新找回信仰。

## 影視作品

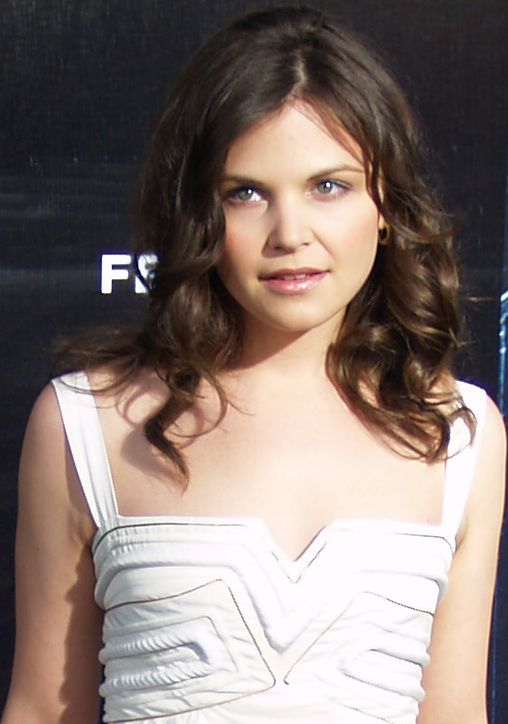
古德溫於蜘蛛人3首映,2007

### 電影
| 年份 | 名稱                                    | 角色           | 備註 |
| ---- | --------------------------------------- | -------------- | ---- |
| 2000 | Zelda: An Extrospective Journey         | Zelda          | 短片 |
| 2003 | 蒙娜麗莎的微笑                          | Connie Baker   |      |
| 2004 | 征服偶像(Win a Date with Tad Hamilton!) | Cathy Feely    |      |
| 2005 | 為你鍾情                                | Vivian Cash    |      |
| 2006 | Love Comes to the Executioner           | Dori Dumchovic |      |
| 2007 | 女人領地(In the Land of Women)          | Janey          |      |
| 2007 | 報到日(Day Zero)                        | Molly          |      |
| 2008 | 美國鳥類(Birds of America)              | Ida            |      |
| 2009 | 他其實沒那麼喜歡妳                      | Gigi           |      |
| 2009 | 摯愛無盡                                | Mrs. Strunk    |      |
| 2010 | 蕾蒙娜和姐姐(Ramona and Beezus)         | Aunt Bea       |      |
| 2011 | 今晚帶我回家                            | Banky          |      |
| 2011 | 結婚友沒友                              | Rachel         |      |
| 2016 | 動物方城市                              | Judy Hopps     | 配音 |

### 電視作品
| 年分      | 名稱                                       | 角色                               | 備註                                          |
| --------- | ------------------------------------------ | ---------------------------------- | --------------------------------------------- |
| 2001      | 法律與秩序                                 | Erica                              | 集稱: "Myth of Fingerprints"                  |
| 2001-2004 | Ed                                         | Diane Snyder                       | 配角 (25集)                                   |
| 2002      | Porn 'n Chicken                            | Maya                               | 電視電影                                      |
| 2005-2007 | 機器雞                                     | Various (配音)                     | 配角(7集)                                     |
| 2006-2011 | 三棲大丈夫                                 | Margene Heffman                    | 主角 (53集)                                   |
| 2007      | 三棲大丈夫前傳(Big Love: In the Beginning) | Margene Heffman                    | 集稱: "Meet the Babysitter", "Moving Day"     |
| 2009      | Crappy Holidays Presents...                |                                    | 集稱: "Crappy Easter"                         |
| 2011      | 海綿寶寶                                   | (配音)                             | 集稱: "Welcome to the Bikini Bottom Triangle" |
| 2011      | Margene's Blog                             | Margene Henrickson                 | 集稱: "Crush Story"                           |
| 2011      | Five                                       | Charlotte                          | 電視電影                                      |
| 2011–2017 | 童話鎮                                     | 瑪莉·瑪格麗特·布蘭察德（白雪公主） | 主角 (52集)                                   |
| 2012      | Electric City                              | Jean Marie St. Cloud               | 主角(20集)                                    |
| 2013      | 刺杀肯尼迪                                 | 杰奎琳·肯尼迪                      | 電視電影                                      |
| 2014      | 小公主蘇菲亞                               | Gwen (配音)                        | 集称: "Gizmo Gwen"                            |
| 2015      | 客从何处来                                 | 她自己                             | 集称: "Ginnifer Goodwin"                      |
| 2019      | 我是某人的孩子：里贾纳路易丝的故事         | Jeanne Kerr                        | 电视电影；兼执行编剧                          |
| 2019      | 陰陽魔界                                   | Eve Martin                         | 集称: "Point of Origin"                       |
| 2019      | 致命女人                                   | Beth Ann                           | 主角（10集）                                  |
| 2019      | 心弦                                       | Genevieve                          | 集称: "These Old Bones"                       |

## 獎項與提名
| 年份 | 獎項         | 名稱                       | 作品       | 結果 |
| ---- | ------------ | -------------------------- | ---------- | ---- |
| 2010 | 青少年選擇獎 | 最佳突破電影女演員         |            | 提名 |
| 2011 | 青少年選擇獎 | 電影最佳女演員：愛情喜劇類 | 結婚友沒友 | 提名 |
| 2012 | 青少年選擇獎 | 電視最佳女演員: 科幻類     | 童話小鎮   | 提名 |
| 2013 | 青少年選擇獎 | 最喜愛戲劇女演員           | 童話小鎮   | 提名 |

## 外部連結
- 吉妮佛·古德溫的X（前Twitter）
- Ginnifer Goodwin在互联网电影资料库（IMDb）上的資料（英文）
- 在AllMovie上吉妮佛·古德溫的頁面（英文）